# Siphocampylus obovatus
Siphocampylus obovatus là loài thực vật có hoa trong họ Hoa chuông. Loài này được (G.Don) E.Wimm. miêu tả khoa học đầu tiên năm 1935.